# Холодіївська сільська рада
| Холодіївська сільська рада — колишній орган місцевого самоврядування у П'ятихатському районі Дніпропетровської області з адміністративним центром у с. Холодіївка. Сільській раді підпорядковані населені пункти: - с. Холодіївка - с. Володимирівка - с. Грамівка - с. Григорівка - с. Миронівка - с. Цвіле - с. Червона Гірка - с. Яковлівка |

## Склад ради
Рада складається з 12 депутатів та голови.

## Керівний склад сільської ради
| ПІБ                        | Основні відомості                                                                                     | Дата обрання | Дата звільнення |
| -------------------------- | --- | ------------ | --------------- |
| Щербак Людмила Павлівна    | Сільський голова, 1950 року народження, освіта, член Соціал-демократичної партії України (об'єднаної) | 26.03.2006   | 31.10.2010      |
| Савченко Лариса Миколаївна | Сільський голова, 1971 року народження, освіта вища, член Партії регіонів                             | 31.10.2010   |                 |

Примітка: таблиця складена за даними джерела